# Chiara Nappi

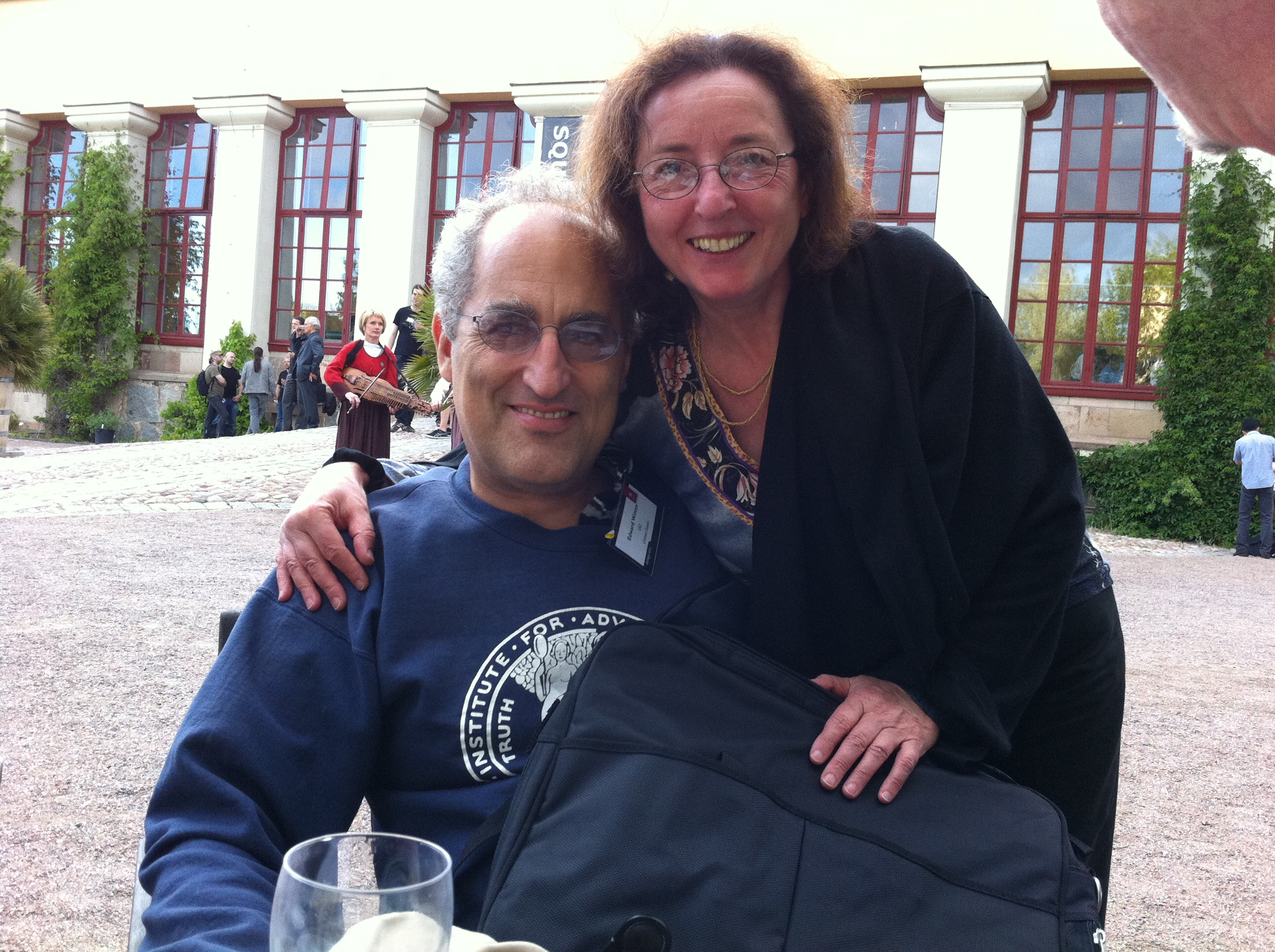
Chiara Nappi (mit Edward Witten, bei einer Konferenz in Uppsala, 2011)

Chiara R. Nappi (* in Italien) ist eine italienisch-US-amerikanische theoretische Physikerin.
Nappi erwarb ihr Physik-Diplom 1976 in Neapel, wobei sie Schülerin von  Giovanni Jona-Lasinio war. Danach ging sie in die USA an die Harvard University und die Princeton University. Ab 1980 war sie am Institute for Advanced Study in Princeton (ab 1988 als langfristiges Mitglied).  Ab 1999 war sie Professorin an der University of Southern California und ab 2001 an der Princeton University.
Sie befasste sich mit theoretischer Elementarteilchenphysik, mathematischer Physik (Konstruktive Quantenfeldtheorie, Statistische Mechanik) und Stringtheorie. Anfangs befasste sie sich mit mathematisch strengen Modellen der statistischen Mechanik. Ende der 1980er Jahre befasste sie sich mit der Skyrmion-Darstellung von Nukleonen und wandte sich dann der Stringtheorie zu, zum Beispiel der Konstruktion effektiver Wirkungen bei niedriger Energie (Konstruktion von Lagrangedichten vom Fierz-Pauli und Born-Infeld-Typ und Einfluss höherer Schleifenkorrekturen und Randbedingungen) und String-Phänomenologie. Sie befasste sich auch unter anderem mit offenen Strings in Hintergrundfeldern, Schwarz-Loch-Lösungen der Stringtheorie speziell in zwei Dimensionen und der Verbindung zur AdS-CFT-Korrespondenz, String-Kosmologie, Nicht-Kommutativität in der Stringtheorie und exakter Lösbarkeit in superkonformer Yang-Mills-Theorie.
Sie ist mit Edward Witten verheiratet und hat drei Kinder. Ihre Tochter Daniela Witten ist Professorin für Statistik an der University of Washington.

## Schriften (Auswahl)
- mit R. Figari, Raphael Høegh-Krohn: Interacting relativistic boson fields in the De Sitter universe with two space-time dimensions, Communications in Mathematical Physics, Band 44, 1975, S. 265–278.
- mit G. Adkins, Edward Witten: Static Properties of Nucleons in the Skyrme Model, Nuclear Physics B, Band 228, 1983, S. 552–566.
- Static Properties of Baryons as Chiral Solitons, in: A. Chodos, E. Hadjimichael, C. Tze (Hrsg.), Solitons in Nuclear and Particle Physics, Proc. Workshop Lewes, Delaware, June 2-July 27, 1984, World Scientific 1984
- Superstrings at low energy, St. Barbara Proc. Unified String Theories, 1985, 667–677
- mit Michael Dine, Vadim Kaplunovsky, Michaelangelo L. Mangano, Nathan Seiberg: Superstring model building, Nuclear Physics B, Band 259, 1985, S. 549–571
- mit Vadim Kaplunovsky: Phenomenological Implications of Superstring Theory, Comm. Nucl. Particle Physics, Band 16, 1986, 57
- mit Ahmed Abouelsaood, Curtis Callan, S. A. Yost: Open Strings in Background Gauge Fields, Nuclear Physics B, Band 280, 1986, S. 599–624.
- Open And Closed String Equations Of Motion, in: Trieste 1987, Proceedings, Superstrings, unified theories and cosmology, S. 43–66.
- mit Michael D. McGuigan, Scott A. Yost: Charged Black Holes in Two-Dimensional String Theory,  Nucl. Phys. B 375, 1992, S. 421–452.
- mit Louise Dolan: A Scaling Limit With Many Noncommutativity Parameters, Phys. Lett. B 504, 2001, S. 329–337
- mit Louise Dolan, E. Witten: A Relation between approaches to integrability in superconformal Yang-Mills theory,  JHEP 0310:017, 2003.
- Yangians in string theory and Yang-Mills theory, Fortschritte der Physik, Band 55, 2007, 604–609